# Zugkátyúzó

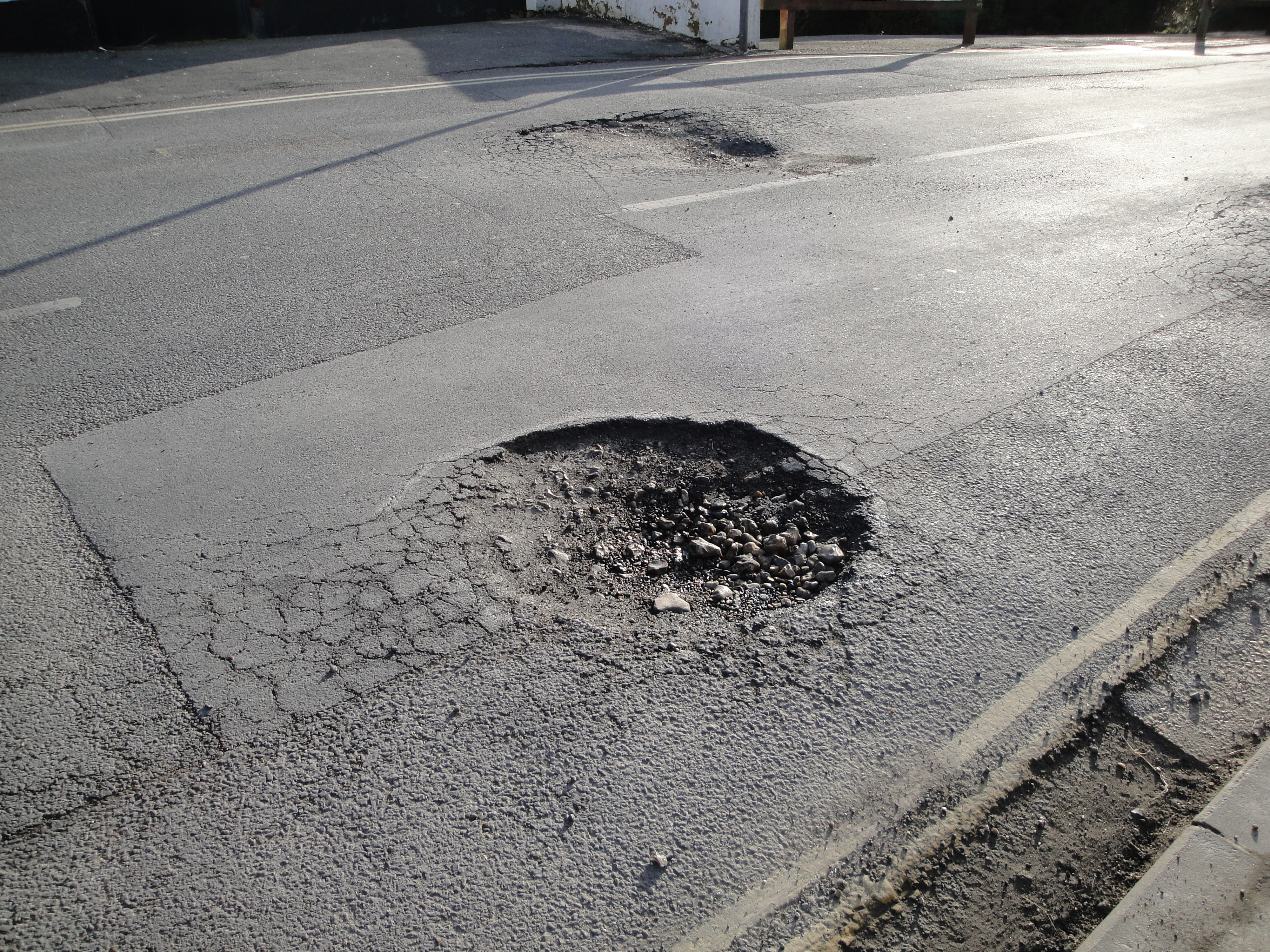
Az utak használata során a forgalmi igénybevétel és a környezeti hatások nyomán
kátyú jön létre, a szerkezet bomlásával járó károsodás különösen a téli csapadékos időszakban keletkezik, amikor az apró repedésekbe befolyó víz megfagy

A Zugkátyúzó kör Budakeszi város nagyszénászugi közterületi részén 2013 áprilisában alakult közösség Nelhübel Zoltán közlekedésmérnök vezetésével. A közösségben résztvevők lakóhelyük szerint szerveződő, vállalkozási formától mentes lokálpatrióták közössége, akik közterületeik rendezését, karbantartását, úthibák "hideg aszfalt" felhasználásával való megszüntetését tűzték ki feladatukul. 
Fogadjunk örökbe egy-egy kátyút!
A polgármester nyilatkozta szerint a város legrosszabb állapotú útjainak aszfaltszőnyegezésére nem, de a kátyúk aszfaltozására lesz lehetőség. A kör illegálisan kátyúzik, mert ha valakit az önkormányzat hivatalos ellenőrzése kátyúzáson ér, annak azonnal be kell fejeznie az engedély nélküli tevékenységét, és 8 napon belül vissza kell állítania az eredeti, kátyús állapotot.

## Zugkátyúzó kör és szerepe
A kör tagjai saját munkájuk, illetve adományaik (pénzügyi, tárgyi, építőanyag, stb.) felhasználásával teszik élhetőbbé környezetüket. Saját portáljukon  www.zugkatyuzo.hu -n vezették a munkálatokban résztvevők, adományozók neveit, az adományokkal elszámolnak, ismertetik az elvégzett munkálatokat. Portáljukon keresztül a kör tagjai javaslatot tesznek az elvégzendő feladatokra, amiket a közösség közös döntés alapján ütemez és végez el. 
A kör tagjai politikamentesen végzik tevékenységüket, politikai és egyéb társadalmi szervezetekkel az együttműködést nem keresik.
Munkájukat egyeztetik Budakeszi Város Önkormányzatával, valamint a Budakeszi Városfejlesztési és Városüzemeltetési Kft.tevékenységével, mely szervezetek lehetőségeik szerint a kör munkáját gépekkel, anyagokkal segítik.

## Név eredete, a kör története
2013. év elején Budakeszi város nagyszénászugi külterületi részén a közúti közlekedés teljesen ellehetetlenült a téli fagykárok okozta kátyúk sokasága miatt. A helyi lakosok a kátyúkat hideg aszfalt felhasználásával kezdték tömedékelni. Nagyszénászug kátyúzása szülte a zugkátyúzó nevet. Az úton folyó munkálatokban egyre több arra közlekedő ott lakó vette ki részét, illetve adományával támogatta a tevékenységet. A kezdetben kisebb közösség kátyúzási tevékenysége jelentős társadalmi elfogadást, és támogatást nyert. Tevékenységük a kátyúk megszüntetése mellett a közterületi környezet karbantartására is kiterjedt.
A zugkátyúzók 2013 szeptember utolsó szombatján hagyományteremtő utcabállal egybekötött bográcsozással népszerűsítették tevékenységüket.

## Egyéb útjavítások Budakeszi körzetében
Budakeszi a Szépilonához torkolló Budakeszi úton érhető el a fővárosból, a XII., illetve a II. kerület felől. Az út folytatódása a Páty–Zsámbék felé haladó 1102-es mellékút. Az útról északnyugati irányba Telki–Budajenő–Perbál (1103-as út), délnyugati irányba Törökbálint–Budaörs/Diósd/Érd–Budapest XXII. kerülete/Tárnok/Sóskút felé (8102-es út) lehet közlekedni.
- 2014-ben dr. Csutoráné dr. Győri Ottilia ünnepi beszédével és utcabállal ünnepelték meg a budakesziek az új Fő utca átadását, amelynek felújítása során több mint 1900 méter út újult meg az új aszfaltozással. 6 buszmegállópár öblét is átalakították.[2]
- 2017-ben a Páty községet Budakeszivel összekötő aszfalt út széleit 1m szélességben  újraaszfaltozták, a megsüllyedt burkolat hibái miatt.[3]

## Főbb eredmények 2013

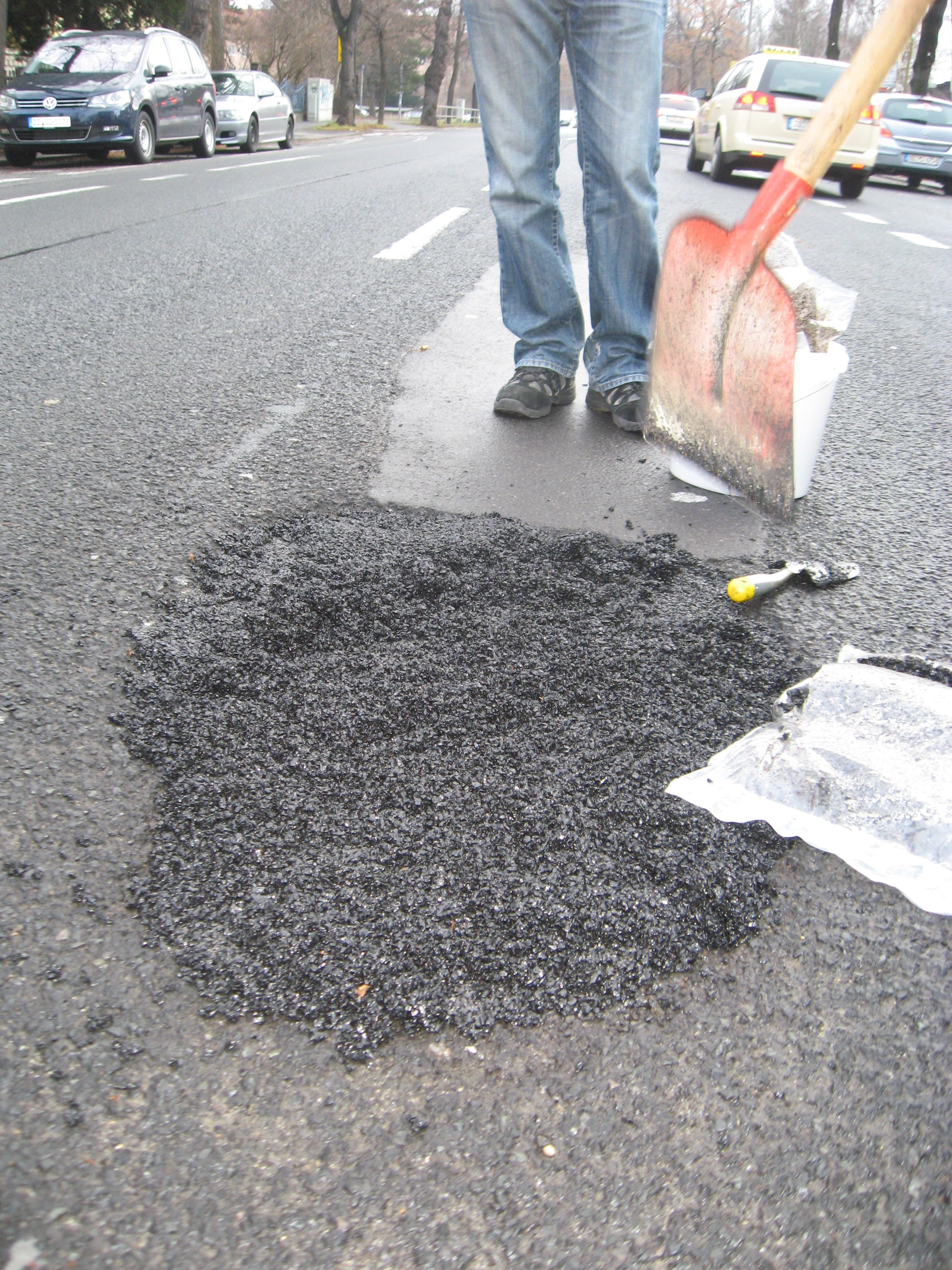
A kátyút körbe kell vágni, a lyukat meg kell szabadítani a szennyeződésektől, majd ki kell
önteni bitumenemulzióval. Ezután kerül a kátyúba a hidegaszfalt, amit még tömöríteni kell. Ez a klasszikus kézi bedolgozásos kátyúzás

- Szegélyépítés:                95 fm
- Öntött szegély építés:        68 fm
- Kátyú:                       126 db
- Murvaterítés útpadkába:      120 fm
- Bozótirtás, tereprendezés:  1450 m²

Beépítésre került:
- Hidegaszfalt:                133 zsák
- Cement:                      119 zsák
- Sóder (homok és kavics keveréke):                       9,5 m³
- Szegélykő:                   377 db
- Murva:                        46 m³

## Kátyúbejelentő
Amennyiben valaki kátyút, veszélyes útburkolathibát talál, akkor a fővárosban a 06 80 204 386-os zöld számon jelentheti be a Magyar Közút Nonprofit Zrt.-nél.